# Super Tele
Il Super Tele è un modello di pallone in plastica.

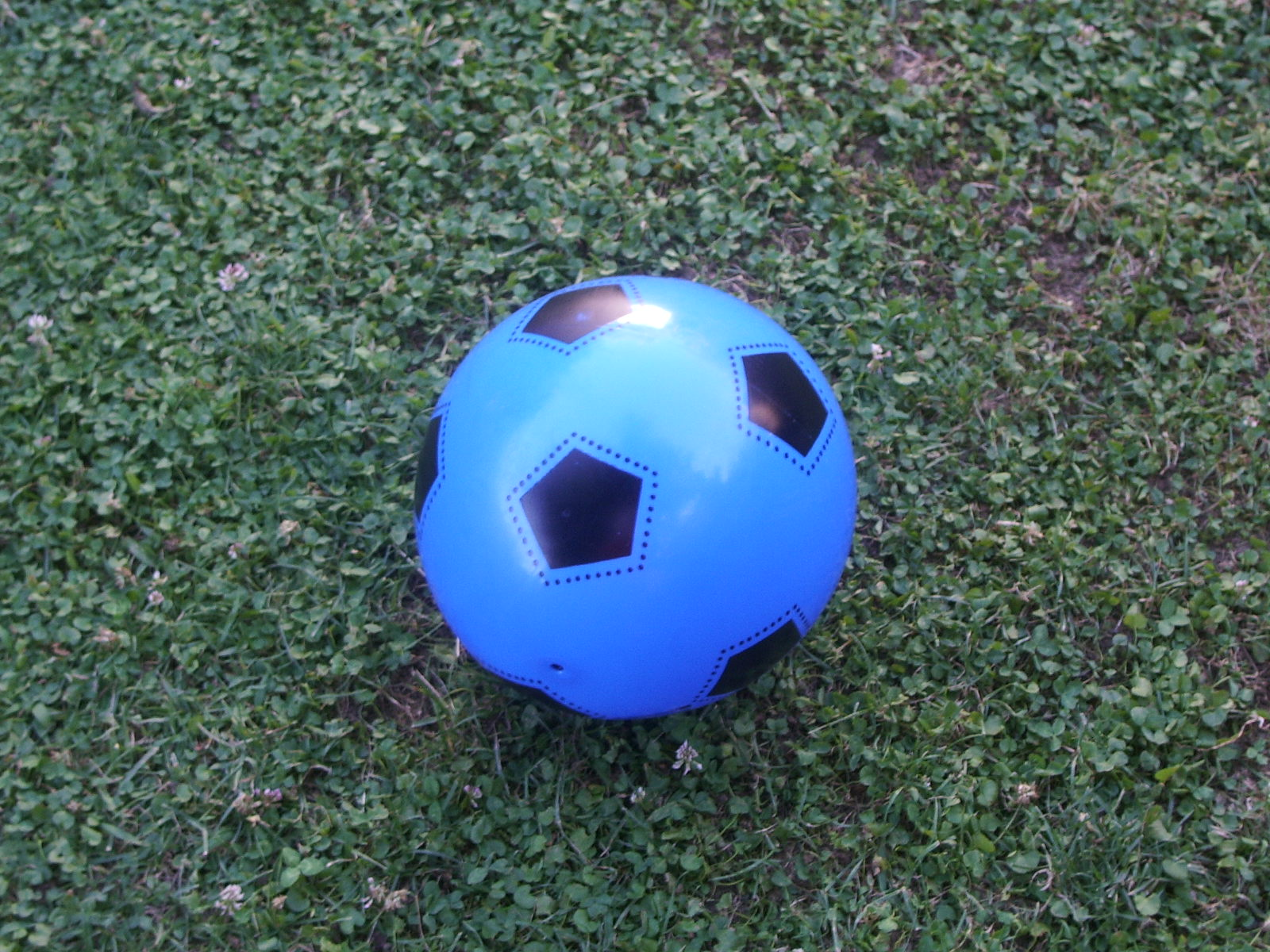
Un Super Tele blu

## Storia
Sebbene in rete si trovi diffusa la notizia che vuole il Super Tele nato in Italia nel luglio del 1972, uno studio più approfondito riproduce un catalogo della Mondo S.p.A. del 1967 in cui il modello risulta già in vendita: il sito dell'azienda non lo menziona, ma cita il Super Santos, di fascia appena superiore, come prodotto creato nel 1962.
Già dal 1948 la Mondo produceva palloni in quantità industriale, in seguito alla richiesta di oggetti promozionali da parte della Ferrero, e si può dire che negli anni sessanta, e anche successivi, i suoi modelli monopolizzarono il mercato dei palloni da calcio di fascia bassa, che ebbero un'enorme diffusione, favorita anche dalla socialità infantile ed adolescenziale tipica del periodo, in cui i bambini, anche in numero ridotto o perfino da soli, tendevano a giocare a calcio in qualsiasi luogo capitasse (compresi cortili, piazzali condominiali, perfino in strada). Un pallone di prezzo molto basso, dalle misure più o meno regolamentari, ma tanto leggero da non causare danni agli oggetti e alle infrastrutture circostanti, che si adattò perfettamente alle necessità dei consumatori, a cui veniva proposto da una fitta rete di vendita al dettaglio: negozi di giocattoli e supermercati, ma anche tabaccai, edicole, empori di piccoli centri e bancarelle. Inoltre la sua leggerezza lo rendeva utilizzabile anche dai bambini più piccoli, dell'età di tre o quattro anni, ormai compresi nel pubblico calcistico e orientati verso disegni che richiamassero le massime serie.
Inizialmente era prodotto in colore bianco, con una stampa a pentagoni neri che riprendeva il motivo dei palloni professionali come l'Adidas Telstar, usati a partire dai Mondiali del 1970; oltre ai pentagoni, vi era stampata la scritta "made in Italy". In seguito vennero realizzate anche versioni con la base blu, rossa, verde e gialla, tutte sempre abbinate alla stampa in nero.
Per ridurre i costi, l'imballaggio venne limitato ad una semplice retina in plastica, chiusa da un colletto metallico.

## Caratteristiche
Il pallone era in teoria gonfiabile tramite una piccola valvola autosigillante in gomma, che però per via della realizzazione approssimativa era il principale punto debole del pallone: tendeva a staccarsi e a rientrare nella sfera se si cercava di rigonfiare il pallone. Se sottoposta a colpi particolarmente potenti poteva addirittura staccarsi, rendendo in entrambi i casi il pallone inutilizzabile.
Oltre a essere venduto ad un costo ridottissimo, il Super Tele era caratterizzato dall'essere molto leggero: se da una parte questo lo rendeva poco adatto ad esempio all'uso nelle partite di calcio,  aveva il pregio di ridurre il rischio di infortuni e di danni derivanti da colpi male assestati.
In compenso, la leggerezza del materiale lo rendeva anche facilmente soggetto a forature, un fattore che insieme alla valvola poco resistente ne limitava notevolmente la durata di utilizzo.